# بخش آکوچاکا
منطقه اکوچاکا (به اسپانیایی: Acochaca District) در پرو است که در ناحیه انکاش واقع شده‌است.

## خصوصیات
منطقه اکوچاکا ۸۰٫۹۷ کیلومترمربع مساحت و ۴٬۰۷۹ نفر جمعیت دارد و ۳٬۳۵۰ متر بالاتر از سطح دریا واقع شده‌است.